# Garnier IV de Traînel
Garnier IV de Traînel, né vers 1180 et mort vers 1256, est seigneur de Marigny, en Champagne, au début et au milieu du XIIIe siècle. Il est le fils de Garnier III de Traînel, seigneur de Marigny, et d'Agnès de Mello.

## Biographie
Né vers 1180 , Garnier IV de Traînel est le fils de Garnier III de Traînel, seigneur de Marigny, et de son épouse Agnès de Mello,.
Après 1217, à la mort de son père, il hérite de la seigneurie de Marigny alors que son frère cadet Dreux sera par la suite seigneur de Traînel à partir de 1229, qui était jusque là l'apanage de la branche aînée de la Maison de Traînel.
Il est qualifié de damoiseau dans un acte du 4 octobre 1220.
En 1224, il concourt avec les autres grands seigneurs champenois à l'ordonnance de Champagne sur le partage des fiefs entre enfants mâles.
Dans une charte de 1225, il prend le titre de seigneur de Ramerupt du chef de se femme qui possédait la moitié de cette seigneurie. En juillet 1227, ils échangent cette part à Érard de Brienne-Ramerupt, probable premier époux d'Hélisende de Rethel et déjà détenteur de l'autre moitié, contre les villages de Saint-Mards-en-Othe et Maraye-en-Othe,.
En 1239, il participe à la croisade des barons menée par le comte Thibaud IV de Champagne en compagnie de son cousin Anseau IV de Traînel. Ils embarquent en août à Marseille pour arriver le 1er septembre 1239 à Saint-Jean-d'Acre, où Anseau trouve la mort.
Il participe également à la septième croisade du roi Saint Louis et combat probablement à la bataille de Mansourah.
Il meurt avant juillet 1256 et a pour successeur son fils Garnier V de Traînel.

## Mariage et enfants

Blason des comtes de Rethel (de gueules à trois têtes de rateaux d'or posés deux et un).

Avant 1222, il épouse Hélisende de Rethel, dame de la moitié de Ramerupt, probablement séparée d'Érard de Brienne, seigneur de Ramerupt, veuve de Thomas du Perche, comte du Perche, fille d'Hugues II, comte de Rethel, et de son épouse Félicité de Broyes, avec qui il a quatre enfants :
- Garnier V de Traînel, qui succède à son père ;
- Félicité de Traînel, qui épouse en premières noces Geoffroy III de Grandpré, seigneur de Château-Porcien, fils de Raoul de Grandpré, seigneur de Château-Porcien, et d'Agnès de Bazoches, mais n'ont pas de postérité. Veuve, elle épouse en secondes noces, Godefroi de Perwez, fils de Godefroi de Louvain et d'Alix van Grimberghe dont elle a deux enfants ;
- Hélisende de Traînel, dame de Maraye-en-Othe, qui épouse Henri d'Arzillières, seigneur de Gigny, fils de Gautier II d'Arzillières, seigneur d'Arzillières, et de sa deuxième épouse Béatrix de Til-Châtel, dont elle a au moins un enfant[4] ;
- Agnès de Traînel, dame de Resson, qui épouse Vilain Ier d'Aulnay, baron d'Arkadia, fils d'Odard d'Aulnay, seigneur d'Aulnay et maréchal de Champagne, avec qui elle a au moins deux enfants.